# Anton Schlögel
Anton Schlögel (* 2. Juli 1911 in Pirmasens; † 21. Juli 1999 in Marktredwitz) war ein deutscher Jurist und Generalsekretär des Deutschen Roten Kreuzes von 1958 bis 1976.

## Familie
Schlögel wurde als zweites Kind eines Oberzollinspekteurs geboren. Er heiratete im Juni 1944 Waltraud, geb. Klassert. Sie hatten fünf Kinder.

## Schule, Studium und berufliche Tätigkeit
Nach dem Besuch der Volksschule in Hohenburg (Pfalz) zog er mit seinen Eltern Anfang des Jahres 1921 nach Nürnberg. Er studierte nach seinem Abitur in Erlangen und München Jura. Im Jahr 1938 legte er das Assessor-Examen ab. Eine "Übernahme in den Staatsdienst wurde abgelehnt, da er politisch untragbar sei." Seine Dissertation lieferte er 1943 in Erlangen ab. Der Titel lautet Der freie Wille beim Rücktritt vom Versuch. Nach der Promotion zum Dr. jur. war er zunächst in seiner Heimatstadt Nürnberg als Referendar tätig. Nach dem Zweiten Weltkrieg ließ sich Schlögel als Rechtsanwalt beim Oberlandesgericht und Landgericht Nürnberg nieder.

## Kriegsdienst und Verwundung
Zwischen 1939 und 1945 leistete Schlögel Kriegsdienst als Gebirgs-, später Panzerjäger. Im Juli 1942 wurde er durch einen Lungensteckschuss an der Ostfront in Woronesch schwer verwundet. Bis 1945 wurde er in mehreren Lazaretten und Genesungskompanien versorgt.

## Tätigkeit im Deutschen Roten Kreuz (DRK)
Mit der Genehmigung der amerikanischen Besatzungsbehörde wurde Schlögel im Sommer 1945 zum vorläufigen Leiter der damaligen Außenstelle Nürnberg des Bayerischen Roten Kreuzes (1945–1947). Darüber hinaus war er Vorsitzender des BRK-Bezirksverbandes Ober- und Mittelfranken und des BRK-Kreisverbandes Nürnberg (1946–1958). In dieser Zeit war er auch Vorstandsmitglied in der Schwesternschaft Coburg und Ehrenvorsitzender der BRK-Schwesternschaft Nürnberg. Ihm stand die Möglichkeit offen, hauptamtlich hohe Funktionen zu übernehmen; er zog es jedoch vor, weiter als Rechtsanwalt tätig zu sein.
Mit den Rotkreuz-Juristen aus der britischen Zone, Wilhelm von Starck, und Walter Bargatzky aus der französischen Zone, bereitete Schlögel die Neugründung des Deutschen Roten Kreuzes vor. Er sprach auf der Gründungsversammlung des DRK am 4. Februar 1950 auf dem Rittersturz bei Koblenz zu den Themen Innere Struktur des Roten Kreuzes und Stellung der nationalen Rotkreuz-Gesellschaften.
Zu einer seiner ersten Stellungnahmen im DRK gehörte die Frage, inwieweit das neugegründete DRK als Rechtsnachfolger des aufgelösten DRK gelten könne und solle. Innerstaatlich lehnte Schlögel die Rechtsnachfolge wegen der Gefahr der Schuldenhaftung ab. Völkerrechtlich jedoch postulierte er, dass eine neuerliche Anerkennung des DRK durch das IKRK überflüssig und die steuerliche und verwaltungsrechtliche Bevorzugung des neuen DRK gerechtfertigt sei.
Zum Generalsekretär des DRK wurde er im Jahr 1958 gewählt; dieses Amt hatte er bis zu seiner Pensionierung im Jahr 1976 inne. Er bekleidete dieses Amt unter den DRK-Präsidenten Heinrich Weitz, Hans Ritter von Lex und Walter Bargatzky. Beratend war er auch für Prinz zu Sayn-Wittgenstein tätig.
Zu einer Auseinandersetzung mit Weitz kam es zum Ende dessen zweiter Amtszeit. Das Nebeneinander zwischen Präsident und Generalsekretär gestaltete sich zunehmend schwieriger. Weitz fühlte sich als Präsident nicht mehr akzeptiert und warf Schlögel vor, seine Person herauszustellen. Trotzdem lobte Weitz den Generalsekretär als eine „Persönlichkeit von unzweifelhafter Sauberkeit [...], dessen ganzes berufliches Leben von einem bewundernswerten Idealismus für die Rotkreuzsache getragen und beflügelt“ sei.
In die Amtszeit von Schlögel fiel auch die Entscheidung das Hospitalschiff Helgoland nach Vietnam zu entsenden. Schlögel fertigte hierfür eine ausführliche rechtliche Beurteilung des Einsatzes an. Dieses als Zivilkrankenhaus und mit Zivilpersonal des Deutschen Roten Kreuzes ausgestattete Hospitalschiff wurde im Einverständnis mit der Regierung in Vietnam von 1966 bis Ende 1971 zunächst im Hafen von Saigon, später im Hafen von Da Nang, eingesetzt.
Er war gerngesehener Gast und Redner auf den Tagungen der Justitiare und Konventionsbeauftragten des DRK und hielt dort verschiedene Vorträge. Auf seine Initiative wurde 1973 der Fachausschuss Humanitäres Völkerrecht im DRK gegründet. Seine Publikation zu den Genfer Abkommen war Standardwerk für viele Konventionsbeauftragte und wurde liebevoll als Der Schlögel bezeichnet. Die knapp 100-seitige Einführung von Schlögel bot einen sehr guten Überblick über die Entstehung, Entwicklung und Anwendung des humanitären Völkerrechts.
Auch nach seiner Amtszeit als Generalsekretär war er weiter beim Roten Kreuz tätig. So gehörte er dem DRK-Präsidium weiter bis 1991 und dem Verband der Schwesternschaften vom DRK von 1979 bis 1987 an. Im Jahr 1991 wurde er Ehrenmitglied des Präsidiums.
Das DRK ehrte seinen ehemaligen Generalsekretär aus Anlass seines 75. Geburtstags mit der Herausgabe des Buches Geist und Gestalt des Roten Kreuzes – Eine Auswahl von Reden und Aufsätzen von Anton Schlögel.

## Tätigkeit auf internationaler Rotkreuz-Ebene
Bereits kurz nach Kriegsende nahm Schlögel Kontakt mit dem Internationalen Komitee vom Roten Kreuz und der Liga der Rotkreuz-Gesellschaften in Genf auf. Der in Teilen veröffentlichte Briefwechsel mit dem ehemaligen IKRK-Präsidenten Max Huber spricht für einen vertrauensvollen Austausch der beiden untereinander. Auch widmete er sein als Standardwerk geltendes Buch über die Genfer Abkommen ihm "in dankbarer Verehrung". Auch mit Hans Haug stand er in freundschaftlicher Beziehung. Er beschreibt Schlögel zusammen mit Jean Pictet als Jünger des Meisters [Huber], die nicht nur das Denken Hubers verinnerlicht haben, sondern dies auch durch Reflexion und einer Fülle an Erfahrungen weiterentwickelt haben.
Besonderes Augenmerk legte Schlögel auf das humanitäre Völkerrecht. Dies zeigt u. a. die Auswahl seiner Schriften. Themen wie Bürgerkrieg und die Stellung von Hilfsgesellschaften in bewaffneten Konflikten waren stets seine Themen. Auch zu den Rotkreuz-Grundsätzen und den schwierigen Beziehungen innerhalb der Rotkreuzbewegung schrieb er mehrere Artikel. Er wirkte an Vorarbeiten zu den Diplomatischen Konferenz von 1949 mit sowie in den Jahren 1974 bis 1977 an der Ausarbeitung der Zusatzprotokolle I und II zu den Genfer Abkommen.
Schlögel war mehrmals Teilnehmer auf den Internationalen Rotkreuz-Konferenzen. An der Entstehung der Resolution XX der XVIII. Internationalen Rotkreuz-Konferenz 1952 in Toronto hatte Schlögel entscheidenden Anteil. In dieser Resolution ging es um die Zusammenarbeit zwischen dem Roten Kreuz und den Staaten, um die Freilassung und Unterstützung von Opfern der Nachkriegszeit zu erreichen.
Mehrere seiner Texte wurden in englischer Sprache in der International Review of the Red Cross veröffentlicht.
Als Anerkennung seiner Tätigkeiten auf internationaler Ebene wurde Schlögel im Jahr 1987 in Rio de Janeiro die Henry-Dunant-Medaille der Internationale Rotkreuz- und Rothalbmond-Bewegung verliehen.

## Politische Tätigkeiten
Bereits während des Studiums war Schlögel im Studentenwerk tätig. Er schloss sich nach dem Zweiten Weltkrieg der CDU an und war von 1956 bis 1968 Stadtrat von Nürnberg.